# Quercus tarokoensis
Quercus tarokoensis Hayata – gatunek rośliny z rodziny bukowatych (Fagaceae Dumort.). Występuje naturalnie we wschodniej części Tajwanu. 

## Morfologia
PokrójZimozielone drzewo dorastające do 12 m wysokości.
LiścieBlaszka liściowa jest nieco skórzasta i ma owalny kształt. Mierzy 2–4 cm długości oraz 1,5–3 cm szerokości, jest ząbkowana na brzegu, ma sercowatą nasadę i spiczasty wierzchołek. Ogonek liściowy jest omszony i ma 3–5 mm długości.
OwoceOrzechy zwane żołędziami o jajowatym kształcie, dorastają do 14–18 mm długości i 8–10 mm średnicy. Osadzone są pojedynczo w miseczkach w kształcie kubka, które mierzą 5–7 mm długości i 10–30 mm średnicy. Orzechy otulone są miseczkami do połowy ich długości.

## Biologia i ekologia
Rośnie na skalistych stokach. Występuje na wysokości do 1300 m n.p.m. Kwitnie od czerwca do lipca, natomiast owoce dojrzewają od listopada do grudnia.